# Tomáš Sedláček (ekonom)
Tomáš Sedláček (* 23. ledna 1977 v Praze) je český ekonom, filozof a vysokoškolský učitel. Od března 2025 je ředitelem Knihovny Václava Havla. Působil jako hlavní makroekonomický stratég bankovní instituce ČSOB a poradce prezidenta republiky Václava Havla. Zasedal také v Národní ekonomické radě vlády.
Je mediálním komentátorem, řečníkem (ELAI; London Speakers Bureau), pořádá přednášky. Mezinárodní ohlas získala jeho kniha o filozofii a ekonomii Ekonomie dobra a zla, bestseller přeložený do 22 jazyků. V roce 2020 se stal autorem anglického podcastu CzechMate.

## Život
Sedláčkova kniha Ekonomie dobra a zla: Po stopách lidského tázání od Gilgameše po finanční krizi (Oxford University Press, 2011) se stala bestsellerem, s překladem do 22 jazyků. Na Frankfurtském knižním veletrhu získala německou cenu "Wirtschaftsbuchpreis" (Deutscher Wirtschaftsbuchpreis 2012) za originální filosofický přínos ekonomii. Ve Švýcarsku byl v roce 2015 zařazen mezi 100 nejvlivnějších světových myslitelů (seznam Top 100 Thought Leaders, The Gottlieb Duttweiler Institute).
Narodil se v roce 1977 v Praze, vyrůstal ve finských Helsinkách a vzdělání získal v dánské Kodani, kde byl jeho otec reprezentantem Československých aerolinií. V roce 2001, ve 24 letech, se stal ekonomickým poradcem českého prezidenta Václava Havla a v poradním týmu působil do konce funkčního období. Poté se vrátil na akademickou půdu a napsal případové studie s Harvardovou univerzitou a univerzitou v Georgetownu. V letech 2004 až 2005 působil jako nepolitický ekonomický poradce ministra financí a místopředsedy vlády Bohuslava Sobotky, zodpovědného za fiskální, důchodovou a zdravotnickou reformu a řadu daňových reforem (DPH, daň z příjmů fyzických osob a daň z příjmů právnických osob). Byl zodpovědný za jednání se Světovou bankou a Organizací pro hospodářskou spolupráci a rozvoj (OECD). Jako zástupce cestoval po světě v souvislosti se zahájením české emise eurobondů. Později získal stipendium na Yaleově univerzitě jako Yale World Fellow 2006, v této době ho Yale Economic Review zařadil mezi pět mladých perspektivních ekonomů pobývajících v USA. Šestnáct let pracoval jako hlavní makroekonomický stratég v české bance ČSOB. Po roce 2009 se stal zakládajícím a dlouholetým členem Národní ekonomické rady vlády, poradního orgánu vlády České republiky (NERV). V roce 2011 se stal členem správní rady Nadačního fondu proti korupci.
Tomáš Sedláček byl členem Programové rady pro nové ekonomické myšlení Světového ekonomického fóra, zasedajícího v Davosu, a členem poradního orgánu předsedy Evropské komise Barrosa pro Nový příběh pro Evropu. Během pedagogické dráhy přednášel na Univerzitě Karlově, Anglo-americké univerzitě, University of New York in Prague či Metropolitní univerzitě Praha. Je členem správních rad mnoha neziskových organizací včetně Divadla Archa, Vize 97 a Nadačního fondu WebDialog (2018-). Publikuje v Hospodářských novinách týdenní sloupky v rámci rubriky Komentář Tomáše Sedláčka, které vyšly v knižní trilogii Druhá derivace touhy. V roce 2023 pracoval na nových knihách Duch ekonomie a Nová republika internetu, Job Boží - Boží Job a Duch Evropy.
První manželkou byla socioložka a pedagožka Markéta Sedláčková. Zemřela v dubnu 2020. V roce 2007 se jim narodil syn Kryštof. V roce 2022 se podruhé oženil. Jeho manželka je Švýcarka Tanja Schug, narodila se jim dcera Evropa Markéta.

## Podcast CzechMate
Tomáš Sedláček se stal autorem anglicky mluveného podcastu CzechMate se širokým rozsahem témat od filozofických otázek existence až po příběhy z Hvězdných válek. Podcast začal vysílat v lednu 2020.

## Publikační činnost
- Druhá derivace touhy III: Pravdoláskaři a Bohémové - Sedláček, T., [25] I Praha, 65. pole, 2021. 436 str. ISBN 978-80-88268-53-6
- Druhá derivace touhy II: Na prahu digitální teologie - Sedláček, T., [26] I Praha, 65. pole, 2020. 336 str. ISBN 978-80-88268-32-1
- Druhá derivace touhy I: Člověk duše‑vnější - Sedláček, T., [27] I Praha, 65. pole, 2016. 384 str. ISBN 978-80-88268-12-3
- 2036 – Jak budeme žít za 20 let? - Sedláček, T.,[28] I Praha, 65. pole, 2013. 236 str. ISBN 978-80-87506-81-3
- Lilith und die Dämonen des Kapitals: Die Ökonomie auf Freuds Couch - Sedláček, T., Tanzer, O.[29]I Mnichov, Carl Hanser Verlag GmbH & Co. KG, 2015. 350 str. ISBN 9783446444577
- (R)evoluční ekonomie: O systému a lidech - Sedláček, T., Graeber, D. a Chlupatý, R.[30] I Praha, 65. pole, 2013. 136 str. ISBN 978-80-87506-28-8
- Soumrak homo economicus - Sedláček, T., Orrell, D. a Chlupatý, R.[31] I Praha, 65. pole, 2012. 80 str. ISBN 978-80-87506-07-3
- Ekonomie dobra a zla: Po stopách lidského tázání od Gilgameše po finanční krizi. - Sedláček, T.,[5] I Praha, 65. pole, 2009. 272 str. ISBN 978-80-903944-3-8